# Trois nuits par semaine
Pour le film, voir Trois nuits par semaine (film).
Pistes de 3
À l'assaut (des Ombres sur l'O) Le Train sauvage
Trois nuits par semaine est une chanson d'Indochine parue dans l'album 3 en 1985.
Elle est présente sur la face B de 3e sexe paru en 1985.
La chanson est directement inspirée de L'Amant, roman à forte connotation érotique et sensuelle de Marguerite Duras,,.